# Pietrasanta
Pietrasanta è un comune italiano di 22 699 abitanti della provincia di Lucca in Toscana e parte della Versilia.

## Storia

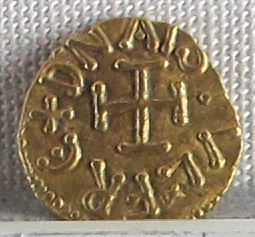
Ducato di Tuscia
aureo di Aistolfo, 749

Le ricche testimonianze archeologiche e le sicure fonti storiche attestano e comprovano la continua presenza dell'uomo nella terra dominata dall'antica Pietra Apuana. Vi si avvicendano Etruschi, Liguri-Apuani, Romani e, dopo il crollo dell'Impero romano d'Occidente, i Longobardi.
Il Ducato longobardo ha lasciato nel luogo una ricca e varia eredità: toponimi, cognomi, fondazioni e, soprattutto, il seme dal quale sarebbero poi discesi i Nobili di Corvaia e di Vallecchia, feudatari di Versilia.

Repubblica di Lucca

Ma tutto questo succedeva quando Pietrasanta ancora non esisteva. Per veder nascere il suo borgo murato, si sarebbe dovuto attendere il 1255 quando, per contrastare le consorterie feudali dei Vallecchia e dei Corvaia, il nobile milanese Guiscardo di Pietrasanta, Podestà della Repubblica di Lucca, decise di fondarla ai piedi della preesistente Rocca longobarda e del borgo chiamato Sala. Per popolare la nuova città vi fece trasferire gli abitanti di Corvaia e di altri luoghi.
Ancora oggi la cittadina versiliese adotta come stemma comunale l'arma di famiglia dei Pietrasanta, costituito da un arco che racchiude una colonna sormontata dall'Ostia.
La fondazione duecentesca rappresenta la cesura fra due epoche storiche: la fine del periodo feudale con la cacciata dei Signori di Corvaia e Vallecchia, definiti Zelatores Pisani Communis e l'insediamento del nuovo potere comunale.
Per la sua posizione strategico-militare e per l'importanza economica delle sue risorse agricole e minerarie, la Pietrasanta lucchese sarà oggetto di continue mire di conquista da parte pisana, genovese e fiorentina.

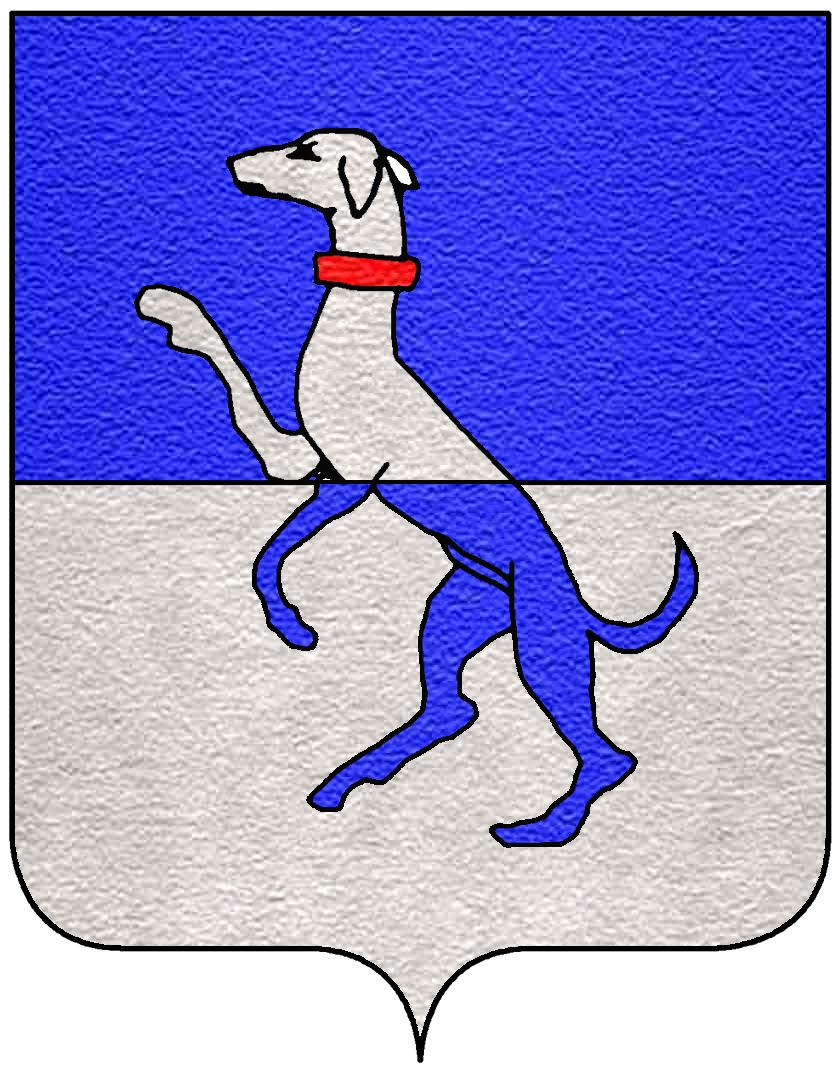
Castracani degli Antelminelli

In particolare alla base della lunga lotta fra Pisa e Lucca è la volontà di impossessarsi di un territorio molto importante per la presenza del porto di Motrone, per il controllo della Via Francigena e per le ricche risorse minerarie del ferro e dell'argento.
I Lucchesi, nel 1308, riorganizzano il nuovo borgo e il territorio a esso pertinente nella Vicaria di Pietrasanta. Nel 1313, diventata ormai un prospero centro, viene assediata e saccheggiata dalle truppe pisane e dell'imperatore Arrigo VII.
Per evitare nuovi danni Castruccio Castracani, signore di Lucca dal 1316 al 1328, decide di fortificare il centro abitato con un valido sistema di mura difensive, del quale ancor oggi si vedono i resti, e con la costruzione della Rocchetta Arrighina. Al condottiero lucchese si deve anche la fondazione del Duomo e del Palazzo Pretorio.
Alla morte di Castruccio, Pietrasanta viene in alterno possesso dei Gherardini Spinola, dei fiorentini e di Mastino della Scala, di Luchino Visconti e dei pisani.
Infine, nel 1370, la città ritorna nel dominio lucchese per più di sessant'anni. Nel 1437, Lucca, non essendo in grado di saldare un debito di 150 000 scudi contratto alcuni anni prima con Genova, le consente di occupare lo scalo marittimo di Motrone e alcuni castelli vicini.

Repubblica di Genova

 I genovesi, dopo aver preso possesso del porto e dei castelli lucchesi, sobillano i cittadini di Pietrasanta a ribellarsi a Lucca e s'impadroniscono della cittadina e del suo contado, amministrandoli fino al 1484 quando, nel corso della guerra fra Genova e Firenze, l'esercito di Lorenzo de' Medici, forte di 7 000 fanti, mette sott'assedio ed espugna la cittadina versiliese.
Consapevole dell'importanza strategica del borgo, in grado di controllare l'accesso da settentrione al territorio fiorentino, Lorenzo fa ristrutturare e rafforzare la Rocca, la Rocchetta e i tratti di mura di cinta del paese che erano rimasti danneggiati nel corso dell'assedio.

Medici

Nel 1494 Piero de' Medici è costretto a cedere il possesso di Pietrasanta a Carlo VIII che, forte del suo esercito, vi transita diretto a Napoli nel corso della prima Guerra d'Italia; per denaro il re francese prontamente la rivende poi a Lucca.
Nel 1513 Pietrasanta e il suo territorio, con un lodo di Papa Leone X, vengono definitivamente restituiti allo Stato mediceo di Firenze. Da quel momento in poi il territorio pietrasantino, che comprendeva anche gli odierni comuni di Forte dei Marmi,Seravezza e Stazzema divenne una exclave toscana che a occidente si affacciava sul mare, a nord ovest, a sud e a est confinava con la Repubblica di Lucca (vicarie di Montignoso e Camaiore), mentre a nord toccava il ducato estense (Ducato di Ferrara, poi Ducato di Modena) e i domini dei Malaspina.
Sono anni di stabilità politico-amministrativa (nasce il Capitanato) e di espansione economica.
È il periodo in cui Michelangelo è a Pietrasanta in cerca di quel materiale che si rivela prezioso non solo per l'economia dei suoi tempi, ma anche per quella futura: il marmo.
Marmo che caratterizza gli edifici più importanti della città tra cui spicca per bellezza e splendore il Duomo che raccoglie al suo interno importanti opere d'arte e la Sacra icona della Madonna del Sole.
Grazie al Granduca Cosimo I Pietrasanta diviene un importante centro militare, parte del sistema di difesa e di controllo sulla Toscana settentrionale e sui passi appenninici.
Nel 1737, alla morte di Gian Gastone, si estingue la dinastia dei Medici e la corona del Granducato passa a Francesco Stefano di Asburgo-Lorena.
Poi è Granduca suo figlio Leopoldo I che in Toscana attua una serie di provvedimenti destinati a cambiare radicalmente l'economia del territorio: promuove la bonifica della palude costiera, l'incremento del commercio e dell'industria, la creazione di una scuola per la lavorazione artistica del marmo.
Nel 1790 Leopoldo diventa Imperatore d'Austria, e il suo secondogenito Ferdinando III, diventato Granduca, continua la politica illuminata del padre. A seguito di insistenti richieste del Granducato di Toscana la Santa Sede decise di staccare Pietrasanta dall'Arcidiocesi di Lucca assegnandola a quella di Pisa (1798).
L'occupazione francese interrompe il governo della dinastia lorenese fino alla caduta di Napoleone.
Con il ritorno del Granduca Ferdinando III nel 1814, vengono presto intrapresi ulteriori lavori di bonifica lungo la costa toscana, rimuovendo così in modo radicale la causa della malaria che da secoli era motivo della decadenza dei luoghi (1820).

Asburgo Lorena

Regno d'Italia

Suo figlio Leopoldo II nel 1841 decide d'innalzare Pietrasanta al rango di "Città Nobile" per la sua storia, le importanti famiglie che l'hanno abitata e le sue istituzioni e in suo onore viene anche dedicata la statua tuttora in piazza Duomo.
Ma ormai la Toscana e quindi Pietrasanta seguono le vicende del Risorgimento italiano: dopo i diffusi moti rivoluzionari del 1848 e le guerre d'indipendenza, con la pesante repressione austriaca il sostegno popolare viene meno. Nel 1849, a seguito dell'annessione al Granducato del Ducato di Lucca e all'applicazione del trattato di Firenze il territorio pietrasantino cessa il suo secolare stato di exclave e viene aggregato al compartimento Lucchese, trovandosi al nuovo confine nord occidentale dello Stato. Infatti parti dell'ex Ducato di Lucca, tra cui Montignoso, vennero cedute al Ducato di Modena. 
Con la crisi del 1859 Leopoldo II abdica a favore del figlio Ferdinando IV, ma il Granducato decade e nel 1860 un plebiscito ne sancisce l'unione al Regno di Sardegna e quindi al nuovo Regno d'Italia dal 1861. Il compartimento Lucchese viene annesso allo Stato unitario e Pietrasanta diviene uno dei comuni componenti la provincia di Lucca.

### Simboli
Stemma
Gonfalone
Lo stemma è stato riconosciuto con decreto del capo del governo del 21 maggio 1929.
Lo stemma della città riprende l'emblema del suo primo podestà, il milanese Guiscardo da Pietra Santa: un arco che racchiude una colonna sormontata da un'ostia. Questa immagine era a sua volta collegata alla Pietra Santa, porzione di colonna legata alla figura di sant'Ambrogio e alla sua lotta contro l'eresia ariana, in origine conservata nella chiesa di San Nazaro in Pietrasanta di Milano, chiesa demolita nel 1889.

## Monumenti e luoghi d'interesse
(Giosuè Carducci)

### Centro storico

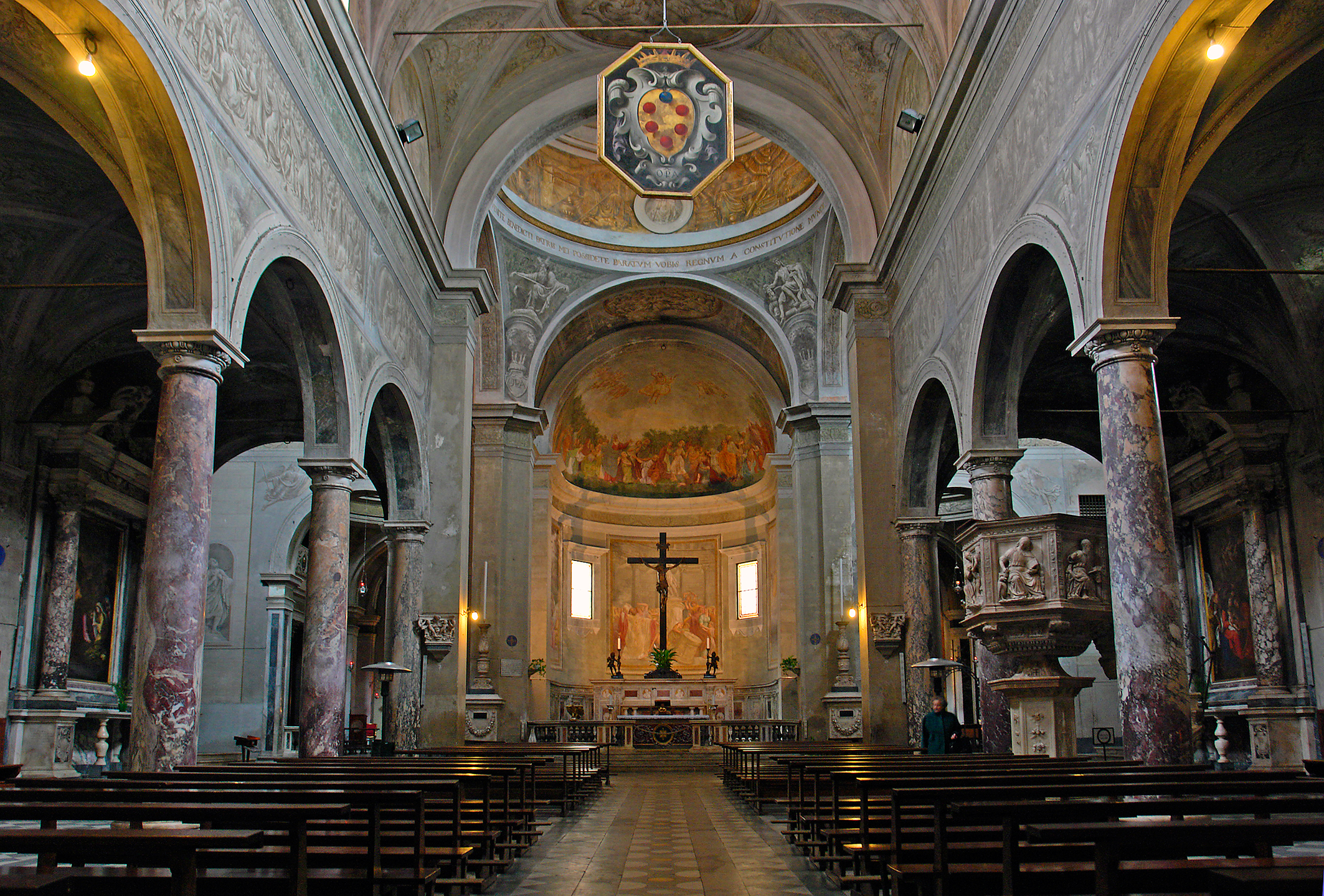
Interno del Duomo di Pietrasanta

Il centro storico accoglie vari monumenti, tra i quali il Duomo di San Martino (XIII-XIV secolo) in stile romanico-gotico e la chiesa di Sant'Agostino (sec. XIV), oggi sospesa al culto, in stile romanico, con l'annesso campanile tardo barocco. Accanto all'edificio è da visitare soprattutto il chiostro di Sant'Agostino, nel quale è il Centro culturale "Luigi Russo", caratterizzato dalla Biblioteca Comunale "G. Carducci" e dalla importante raccolta del Museo dei bozzetti che presenta bozzetti in gesso di vari artisti tra cui Fernando Botero.
Sulla piazza è anche la Torre Civica o Torre delle Ore, in stile gotico (curiosamente non annessa al Palazzo comunale); sempre nella stessa piazza è il Teatro Comunale. Degna di nota è la Rocchetta Arrighina, accanto alla quale si trova l'arco di Porta a Pisa.
Sempre sulla piazza si ergono varie costruzioni risalenti al XVI secolo: la Colonna del Marzocco accanto alla fontana omonima, il Palazzo Panichi Carli e il monumento a Leopoldo II, volgarmente detto il Canapone.
Qui sono allestite esposizioni scultoree all'aperto di artisti contemporanei, che rimandano all'importanza culturale e artistica di questo comune. 

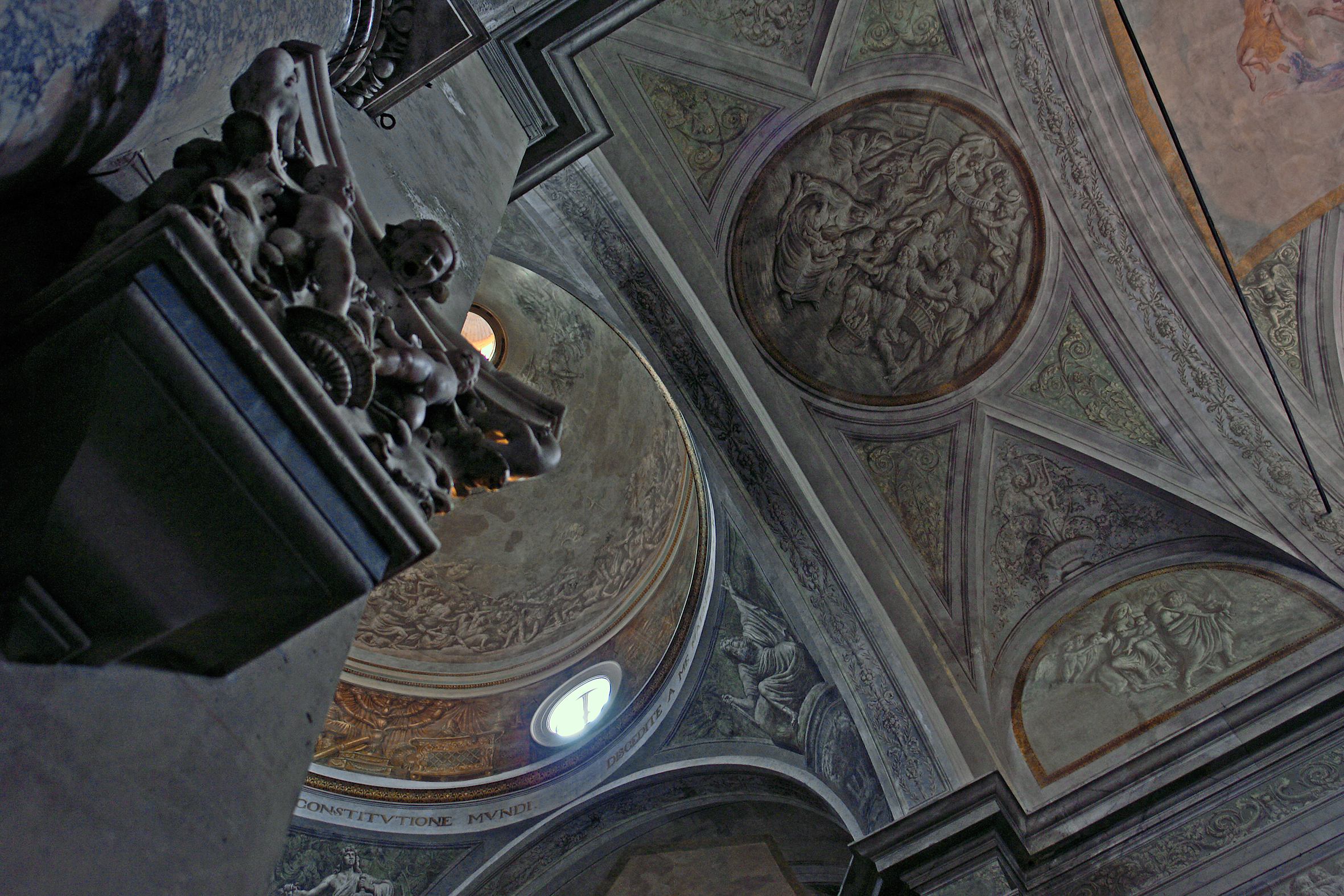
Particolare dell'interno del Duomo di Pietrasanta

Palazzo Moroni è sede del Museo archeologico che accoglie numerosi reperti d'epoca etrusca.
La città possiede anche una rete di cunicoli sotterranei, oltre a opere difensive strategiche quali le mura di cinta ben visibile dalla piazza, raggiungibili grazie a un sentiero che termina alla Rocca di Sala, dalla quale si può ammirare la piana versiliese da Viareggio a Forte dei Marmi. Nelle giornate più limpide sono visibili anche alcune isole dell'arcipelago toscano e, più spesso, la costa ligure.
Di grande interesse sono anche la chiesa di San Francesco e l'oratorio di San Giacinto.
In città è anche il MuSA, museo reale e virtuale di scultura e architettura, di moderna concezione e che illustra tutto il procedimento di estrazione del marmo, principale risorsa della città, con l'illustrazione della creazione e lavorazione delle più importanti opere scultoree e architettoniche.
Sono infine interessanti anche le stradine della Pietrasanta antica, come la caratteristica via del Riccetto con pavimentazione in ciottoli di fiume, o via della Fontanella, dove è l'Osservatorio astronomico "Spartaco Palla". Senza togliere niente a quelle più nuove dove possiamo notare i numerosi studi d'arte e gallerie.

### Edifici storici
- Torre delle Ore
- Teatro Comunale
- Palazzo Pretorio
- Palazzo Panichi Carli
- Palazzo Moroni, sede del Museo Archeologico di Pietrasanta
- Rocca di Sala
- Rocchetta Arrighina
- Villa La Versiliana

### Chiese
- Duomo di Pietrasanta
- Oratorio di San Giacinto, Battistero
- Chiesa e chiostro di Sant'Agostino
- Chiesa di San Francesco
- Chiesa della Misericordia
- Pieve di Valdicastello
- Pieve di Vallecchia

### Monumenti

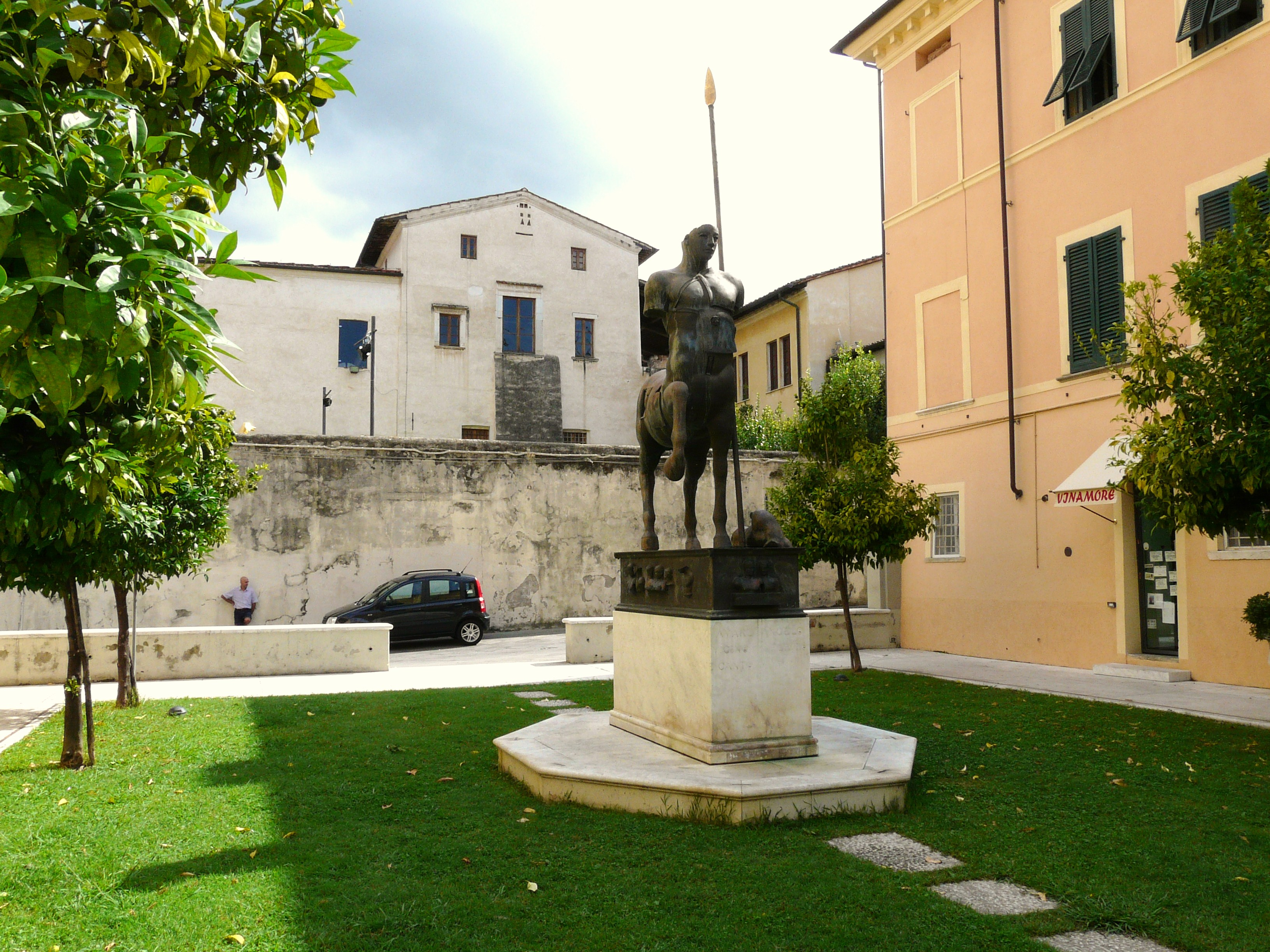
I.Mitoraj
Il Centauro

Molte sculture e pitture arricchiscono le piazze, le strade e i luoghi della città:
- Franco Adami, Il Giudizio del Minotauro, Rotonda della Via Aurelia
- Fernando Botero, Il Guerriero, Piazza Matteotti; affreschi Porta del Paradiso e Porta dell'Inferno, Chiesa della Misericordia, via Mazzini.
- Pietro Cascella, Memoria di Pietrasanta, Piazza Matteotti
- Girolamo Ciulla, L'acqua di Afrodite, Piazza dello Statuto; Il coccodrillo, Via Asmara, Tonfano
- Jean-Michel Folon, L'Oiseau, Rotonda del Viale Apua
- Igor Mitoraj, Il Centauro, Piazzetta del Centauro; Annunciazione, lunetta della Chiesa di Sant'Agostino
- Marcello Tommasi, Gruppo bronzeo (scena rurale per il Mercato comunale), Via Oberdan
- Kan Yasuda, Chiave del Sogno, Piazza della Stazione
- Colonna del Marzocco, 1514, Piazza Duomo
- Vincenzo Santini, Statua di Leopoldo II, 1849, Piazza Duomo
- Julio Larraz, Space Station, Rotonda della Via Aurelia
- Jørgen Haugen Sørensen, La folla, Piazza Crispi
- Panchina gigante rocca di sala

### Musei
- Museo archeologico versiliese "Bruno Antonucci", con sede nel Palazzo Moroni in Piazza del Duomo
- Museo dei bozzetti "Pierluigi Gherardi", nel cinquecentesco ex convento di S. Agostino
- MuSA
- Museo "Padre Eugenio Barsanti", in Palazzo Panichi è dedicato al Padre Scolopio Eugenio Barsanti, inventore, con Felice Matteucci, del motore a scoppio
- Osservatorio astronomico "Spartaco Palla", nel Parco della Fontanella
- Casa natale di Giosuè Carducci, nella frazione di Valdicastello

## Società

### Evoluzione demografica
Abitanti censiti

### Etnie e minoranze straniere
Al 31 dicembre 2023 la popolazione straniera era di 1 359 abitanti, pari al 5,93% della popolazione.

## Cultura

### La piccola Atene

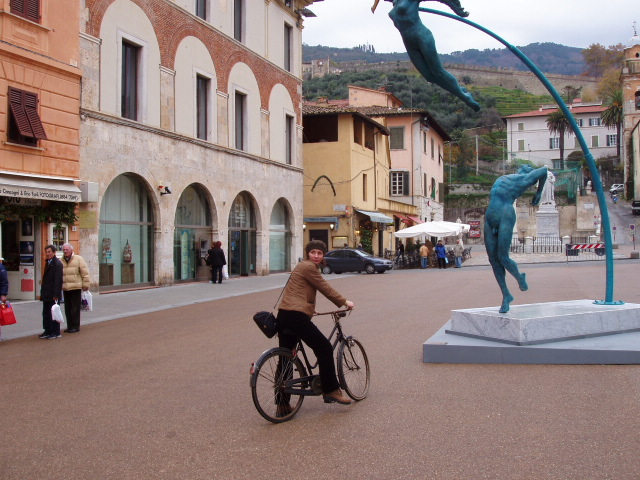
Pietrasanta
Spazi d'arte

Propiziata dalla disponibilità del marmo, già dal Tardo Medioevo la regione versiliese aveva prodotto generazioni di scultori e ospitato grandi maestri d'arte, quale Michelangelo. Nei secoli successivi la tradizione è continuata sino al XX secolo, in particolare nel secondo dopoguerra, quando Pietrasanta ha accolto studi di artisti internazionali del marmo e del bronzo e la nascita di numerosi laboratori di copisti e di fonderie.
Qui hanno vissuto e lavorato Moore e Mirò, Pomodoro e Folon, Mitoraj, Cascella e Botero.
Oltre ai numerosi laboratori artigianali, Pietrasanta ha sparse sul territorio numerose gallerie d'arte, nel numero record di una ogni 1 200 abitanti circa. Nel 2020 Forbes ha eletto Pietrasanta "capitale della cultura all'aria aperta"
Le numerose occasioni di mostre d'arte via via presentate nella città, nei suoi spazi pubblici e nelle numerose gallerie d'arte, hanno contribuito a lasciarle un patrimonio artistico pubblico in continua crescita e raccolto nelle Collezioni comunali di scultura e pittura.

### Letteratura
Dal 2010, all'inizio di giugno, si tiene la rassegna letteraria della Mondadori Anteprime: ti racconto il mio prossimo libro, dove decine di autori affollano il centro storico con incontri, dibattiti e presentazioni dei loro ultimi lavori.
Ogni estate si svolge il Festival La Versiliana, nella frazione di Marina di Pietrasanta, in cui vengono a esibirsi molti cantanti o comici famosi a livello nazionale.

## Geografia antropica

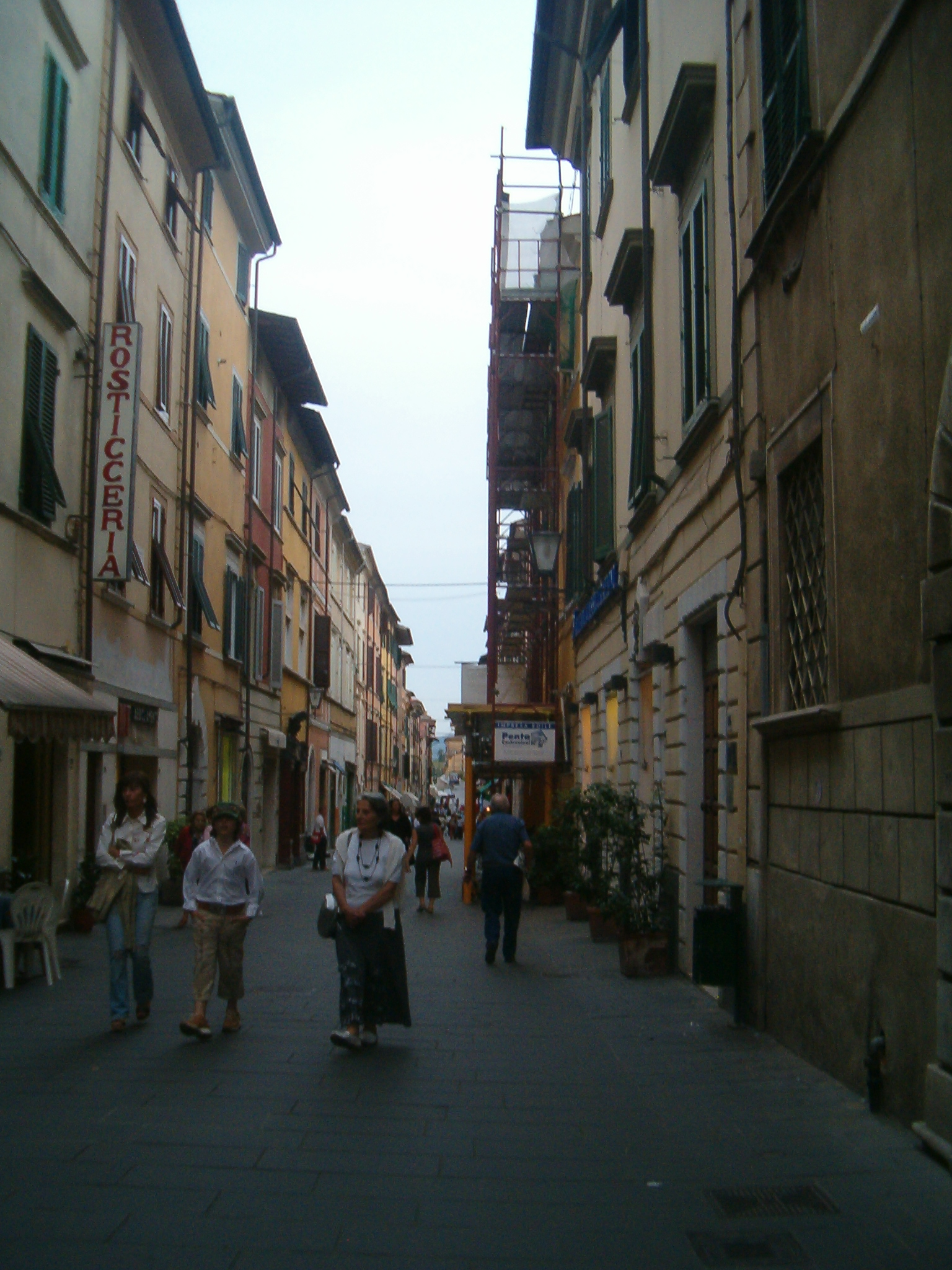
Una via del centro

### Località e frazioni
Nel 1914 Forte dei Marmi, già frazione di Pietrasanta, viene costituito comune autonomo. Da allora Pietrasanta non ha più continuità territoriale in quanto la località di Strettoia è diventata un'exclave circondata dai comuni di Seravezza, Montignoso e Forte dei Marmi.
Salendo nelle frazioni collinari di Capriglia, Capezzano Monte si gode di una bella vista sul Mar Ligure con un panorama che spazia dall'isola Palmaria, nel golfo della Spezia, fino alle coste livornesi e all'antistante isola di Gorgona. Nelle giornate serene si distinguono nettamente all'orizzonte i contorni dell'isola d'Elba, della Corsica e talvolta le vette delle Alpi Marittime al di là della costa ligure.
La stazione balneare di Marina di Pietrasanta è invece nota per la grande pineta in cui ogni estate si tiene il Festival della Versiliana.
Vi è anche la frazione Valdicastello, sede della casa-museo carducciano.

### La chiesa
Pietrasanta, assieme ai comuni di Forte dei Marmi, Seravezza e Stazzema, con esclusione per quest'ultimo della frazione di Arni, appartiene all'Arcidiocesi di Pisa.
Questa secolare divisione risale al tempo dei Medici perché, essendo Pietrasanta e il suo Capitanato un'enclave del Granducato di Toscana nel territorio di Lucca, il territorio era diviso fra la Diocesi di Luni (oggi inclusa nella Spezia) e quella di Lucca. Con un suo lodo il papa Leone XI assegnò tutto il Capitanato alla Diocesi di Pisa e così è rimasta da allora.
A Vallecchia si trova la Pieve di Santo Stefano.
Strettoia, sede di un'antichissima pieve ricostruita nel dopoguerra, è una frazione distaccata con il suo territorio dal resto del Comune per effetto dello scorporo del Comune di Pietrasanta, per l'istituzione del Comune di Forte dei Marmi, perorata dal Senatore Montauti di Lucca, i cui sponsor erano i conti Siemens-Schuckert, residenti a Lucca, proprietari di parte della pineta litoranea, ai quali interessava gestire in proprio il territorio.

## Infrastrutture e trasporti

### Strade
Pietrasanta è situata sulla Strada statale 1 Via Aurelia che la collega in direzione sud a Lido di Camaiore e Viareggio e in direzione nord a Querceta e Massa. La Strada statale 439 Sarzanese-Valdera collega la città al capoluogo della Provincia, per proseguire fino a Follonica.

### Ferrovie
La Stazione di Pietrasanta, posta sulla linea Genova-Pisa, è servita dalle relazioni regionali Trenitalia svolte nell'ambito dei contratti di servizio stipulati con la Regione Toscana denominate anche "Memorario".

### Mobilità urbana

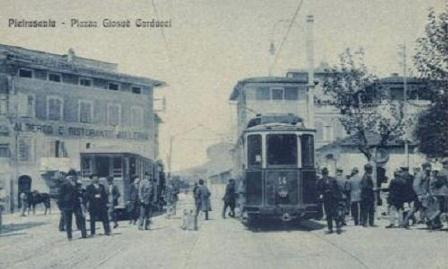
Capolinea di Pietrasanta, comune alla Tranvia litoranea di Viareggio e alla Tranvia di Massa, in una cartolina d'epoca

Il trasporto pubblico locale è garantito dalle autocorse gestite dalla società CTT Nord con le quali si possono raggiungere Forte dei Marmi e Viareggio, frazioni e località di montagna dei comuni limitrofi (Seravezza e Stazzema) e il capoluogo di provincia, Lucca.
In passato Pietrasanta era servita da ben due differenti impianti tranviari. Il 15 luglio 1915 fu attivato il servizio con tram elettrici sulla diramazione Fiumetto-Pietrasanta della linea Viareggio-Forte dei Marmi gestita dalla società Anonima Tranvia elettrica litoranea di Viareggio. Il servizio proseguì fino al 1945.
Dal 16 gennaio 1916 iniziarono le corse a vapore svolte, a dispetto del nome, delle Tranvie Elettriche della Versilia, che gestiva una rete di linee a scartamento metrico che raggiungevano anch'esse Forte dei Marmi (via Querceta), Seravezza e Arni (località Culaccio). Tale servizio fu soppresso nel 1936, a favore di autocorse gestite dalla società Fratelli Lazzi.

## Amministrazione
- Classificazione sismica: zona 3 (sismicità bassa), Ordinanza PCM 3274 del 20/03/2003
- Classificazione climatica: zona D, 1428 GR/G
- Diffusività atmosferica: bassa, Ibimet CNR 2002

| Periodo           | Periodo          | Primo cittadino               | Partito                                   | Carica      | Note   |
| ----------------- | ---------------- | ----------------------------- | ----------------------------------------- | ----------- | ------ |
| 1946              | 1951             | Amos Tomagnini                | Partito Comunista Italiano                | Sindaco     |        |
| 1951              | 1956             | Franco Palagi, Tito Salvatori | Democrazia Cristiana                      | Sindaco     |        |
| 1956              | 1964             | Augusto Sarti                 | Partito Socialista Italiano               | Sindaco     |        |
| 1964              | 1967             | Mario Domenici                |                                           | Comm. pref. |        |
| 1967              | 1970             | Filippo Eugene Luchi          | Democrazia Cristiana                      | Sindaco     |        |
| 1970              | 1985             | Rolando Cecchi Pandolfini     | Partito Comunista Italiano                | Sindaco     |        |
| 20 settembre 1988 | 15 luglio 1992   | Moreno Vitto Giovannini       | Partito Socialista Italiano               | Sindaco     |        |
| 15 luglio 1992    | 8 marzo 1993     | Sirio Macchiarini             | Democrazia Cristiana                      | vicesindaco |        |
| 8 marzo 1993      | 7 giugno 1993    | Calogero Ragusa               |                                           | Comm. pref. |        |
| 7 giugno 1993     | 21 febbraio 2000 | Manrico Nicolai               | Partito Democratico della Sinistra        | Sindaco     |        |
| 21 febbraio 2000  | 1º maggio 2000   | Antonio De Bonis              |                                           | Comm. pref. |        |
| 1º maggio 2000    | 12 aprile 2010   | Massimo Mallegni              | Forza Italia Il Popolo della Libertà      | Sindaco     |        |
| 12 aprile 2010    | 15 giugno 2015   | Domenico Lombardi             | Partito Democratico                       | Sindaco     |        |
| 15 giugno 2015    | 3 ottobre 2017   | Massimo Mallegni              | Lista civica Pietrasanta prima di tutto   | Sindaco     | [ 19 ] |
| 4 ottobre 2017    | 24 giugno 2018   | Giuseppe Priolo               |                                           | Comm. pref. |        |
| 24 giugno 2018    | 29 giugno 2023   | Alberto Stefano Giovannetti   | FI-Lega-Lista Mallegni                    | Sindaco     |        |
| 29 maggio 2023    | in carica        | Alberto Stefano Giovannetti   | FI lista Mallegni-Lega-Ancora Pietrasanta | Sindaco     |        |

### Gemellaggi
La città è gemellata con:
- Écaussinnes
- Grenzach-Wyhlen
- Villeparisis
- Zduńska Wola

#### Patti di Amicizia
- Montgomery (Alabama)
- Utsunomiya

## Sport
La squadra di calcio del paese, l'Unione Sportiva Dilettantistica Pietrasanta 1911, che nella sua storia ha disputato due stagioni in Serie C nell'immediato dopo guerra, una in Serie C2 e decine di campionati in Serie D, attualmente milita in Eccellenza Toscana.
Pietrasanta ha dato i natali al calciatore Tommaso Galeotti.
Il 28 maggio 1990 l'8ª tappa del Giro d'Italia 1990 si è conclusa a Marina di Pietrasanta con la vittoria di Stefano Allocchio.
La più antica società sportiva è il Tiro a Segno, fondata nel 1888 affiliata alla Unione Italiana di Tiro a Segno, una delle federazioni fondatrici del Comitato olimpico nazionale italiano, CONI. Denominata Sezione di Tiro a Segno Nazionale (TSN), la società è molto attiva, con un bell'impianto ubicato al Verziere a ridosso del centro storico, dove oltre che alle attività istituzionali, il TSN è ente sportivo e pubblico, vi si svolgono manifestazioni di livello nazionale e internazionale. Notevole è l'attività prettamente sportiva. Molti sono e sono stati i tiratori di livello nazionale e internazionale usciti dalla cosiddetta fucina della Società, a dimostrazione della vivacità di questo sport a Pietrasanta. In seno al sodalizio, cresciuto nella pratica del tiro di pistola poi passato nel gruppo sportivo Carabinieri, Luca Tesconi, pietrasantino doc, medaglia d'argento alle Olimpiadi di Londra, specialità Pistola a 10 metri.
Altro atleta medaglia d'argento alle Olimpiadi di Sydney nella specialità di atletica leggera, lancio del martello, Nicola Vizzoni, cresciuto nella Società Atletica Pietrasanta, anche lui pietrasantino doc, passato nel Gruppo Sportivo Fiamme Gialle, e stato Capitano della Nazionale di Atletica e successivamente tecnico nel settore lanci.

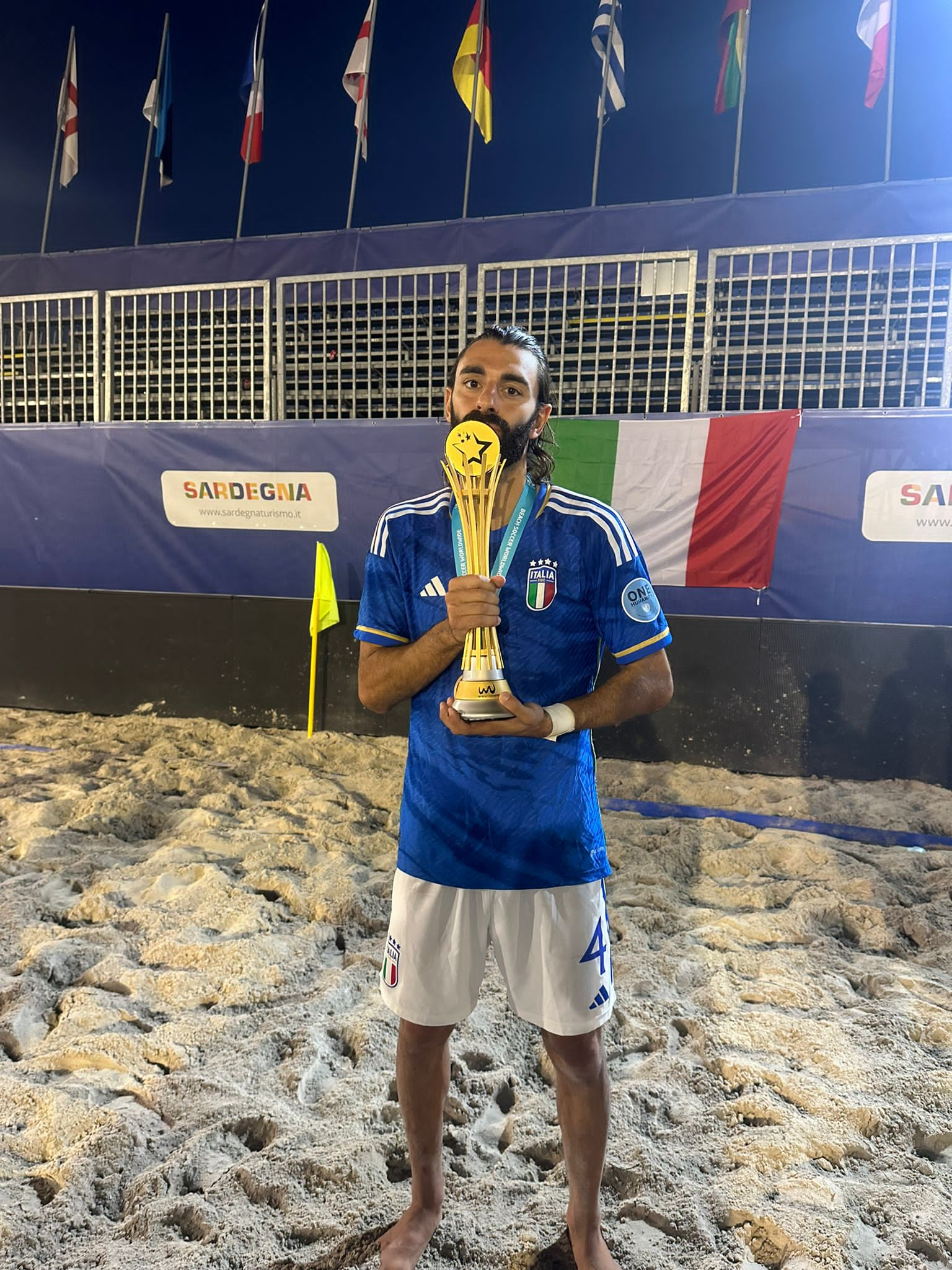
Gianmarco Genovali, oltre a essere nativo di Pietrasanta, milita nell'Unione Sportiva Pietrasanta ed è giocatore della nazionale Italiana di Beach soccer

Nativo di Pietrasanta l'atleta azzurro Giacomo Mazzoni. Ottocentista da un personale di 1'45”31 che gli ha permesso di accedere ai Campionati Europei di Budapest. Da Pietrasanta fino a Roma e Verona per svolgere la carriera agonista nel Gruppo Sportivo delle Fiamme Gialle.